# Antwerps Blond
Antwerps Blond is een Belgisch bier van hoge gisting.
Het bier wordt sinds 1996 gebrouwen in Huisbrouwerij 't Pakhuis te Antwerpen. Het is een blond bier met een alcoholpercentage van 5%. Dit bier is enkel verkrijgbaar in ’t Pakhuis zelf, waar de microbrouwerij geïnstalleerd is.